# 휴렛 팩커드 엔터프라이즈
휴렛 팩커드 엔터프라이즈 컴퍼니(영어: Hewlett Packard Enterprise Company, 약칭 HPE)는 미국의 기업용 클라우드 서비스 관련 제공 회사이다. 2015년 11월 1일에 휴렛 팩커드의 클라우드 사업과 개인용 컴퓨터 제조 및 판매사업이 분할되면서 설립되었다. 컴퓨터 사업은 별개의 기업인 HP 주식회사가 이어가고 있다.

## 역사
2019년, 미국 슈퍼컴퓨터 기업 크레이를 인수하였다.

## 같이 보기
- HP (기업)